# Терра-Белла (Каліфорнія)
Терра-Белла (англ. Terra Bella) — переписна місцевість (CDP) в США, в окрузі Туларе штату Каліфорнія. Населення — 2910 осіб (2020).

## Географія
Терра-Белла розташована за координатами 35°57′24″ пн. ш. 119°1′58″ зх. д. / 35.95667° пн. ш. 119.03278° зх. д. (35.956727, -119.032841).  За даними Бюро перепису населення США в 2010 році переписна місцевість мала площу 7,05 км², уся площа — суходіл.

## Демографія
Згідно з переписом 2010 року, у переписній місцевості мешкало 3310 осіб у 787 домогосподарствах у складі 692 родин. Густота населення становила 470 осіб/км².  Було 824 помешкання (117/км²).
Расовий склад населення:
| - 43,1 % — білих - 2,3 % — азіатів - 0,6 % — корінних американців - 0,2 % — чорних або афроамериканців - 0,1 % — вихідців з тихоокеанських островів - 52,4 % — осіб інших рас |

До двох чи більше рас належало 1,5 %. Частка іспаномовних становила 87,4 % від усіх жителів.
За віковим діапазоном населення розподілялося таким чином: 37,9 % — особи молодші 18 років, 55,5 % — особи у віці 18—64 років, 6,6 % — особи у віці 65 років та старші. Медіана віку мешканця становила 26,1 року. На 100 осіб жіночої статі у переписній місцевості припадало 104,6 чоловіків;  на 100 жінок у віці від 18 років та старших — 105,8 чоловіків також старших 18 років.
Середній дохід на одне домашнє господарство  становив 37 554 долари США (медіана — 30 074), а середній дохід на одну сім'ю — 37 933 долари (медіана — 29 861). Медіана доходів становила 23 077 доларів для чоловіків та 20 099 доларів для жінок. За межею бідності перебувало 35,3 % осіб, у тому числі 52,4 % дітей у віці до 18 років та 0,0 % осіб у віці 65 років та старших.
Цивільне працевлаштоване населення становило 869 осіб. Основні галузі зайнятості: сільське господарство, лісництво, риболовля — 65,9 %, роздрібна торгівля — 7,1 %, будівництво — 6,6 %.